# (4305) Clapton
(4305) Clapton est un astéroïde de la ceinture principale.

## Description
(4305) Clapton est un astéroïde de la ceinture principale. Il fut découvert par l'observatoire de l'université Harvard le 7 mars 1976. Il présente une orbite caractérisée par un demi-grand axe de 2,9118 UA, une excentricité de 0,0710 et une inclinaison de 1,8051° par rapport à l'écliptique.
Il fut nommé en hommage au musicien britannique Eric Clapton.

## Compléments